# Boris Vassiliev (cyclisme)
Pour les articles homonymes, voir Boris Vassiliev.
Boris Vassiliev (en russe : Борис Васильев), né le 13 janvier 1937 à Moscou où il meurt le 18 juin 2000, est un coureur cycliste soviétique.
À Rome, aux Jeux olympiques de 1960, il obtient la médaille de bronze du tandem, avec Vladimir Leonov. Il participe aussi au tournoi de vitesse de ces Jeux et en est éliminé au deuxième tour.
Après sa carrière de coureur, il devient entraîneur. Il prépare notamment l'équipe soviétique de cyclisme sur piste pour les Jeux olympiques de 1980 et 1988.

## Palmarès
- 1960
  -  Médaillé de bronze du tandem des Jeux olympiques de Rome (avec Vladimir Leonov)
  - Deuxième tour de la vitesse individuelle aux Jeux olympiques de Rome